# Savoy Sultans
The Savoy Sultans war eine US-amerikanische Swingband, die von 1937 bis 1946 aktiv war.
Gegründet wurde die Band 1937 in New York von dem Altsaxophonisten Al Cooper. Die Band wurde schnell populär und war eine erfolgreiche Tanzband, die bis 1941 im Savoy Ballroom auftrat, zusammen mit dem Chick Webb Orchester und beide zusammen waren wegen ihrer Popularität in den Battle of the Bands von gastierenden Bands gefürchtet. In der Hochzeit der Swingbands galt das Orchester als eine der führenden nordamerikanischen Tanzkapellen. In ihr spielten zu dieser Zeit u. a. der Trompeter Pat Jenkins, der als herausragendster Solist der Band gilt sowie die Saxophonisten Rudy Williams und George Kelly, außerdem der Bassist Grachan Moncur II; als Sängerinnen wirkten bei den Savoy Sultans Betty Roche (1941/42) sowie Helen Procter und Evelyn White. Ihre Musik bestand aus einfachen Head-Arrangements und kurzen Soli, war aber bei Tänzern sehr beliebt. Zwischen 1938 und 1941 entstanden Aufnahmen für Decca Records in sieben Aufnahmesitzungen. 1974 kam es zu einer Wiederbelebung der Savoy Sultans durch den Swing-Schlagzeuger Panama Francis.

## Diskografie (Auswahl)
- Al Cooper’s Savoy Sultans: 1938-1941 (Classics)